# محرك تيار مستمر عديم المسفرات

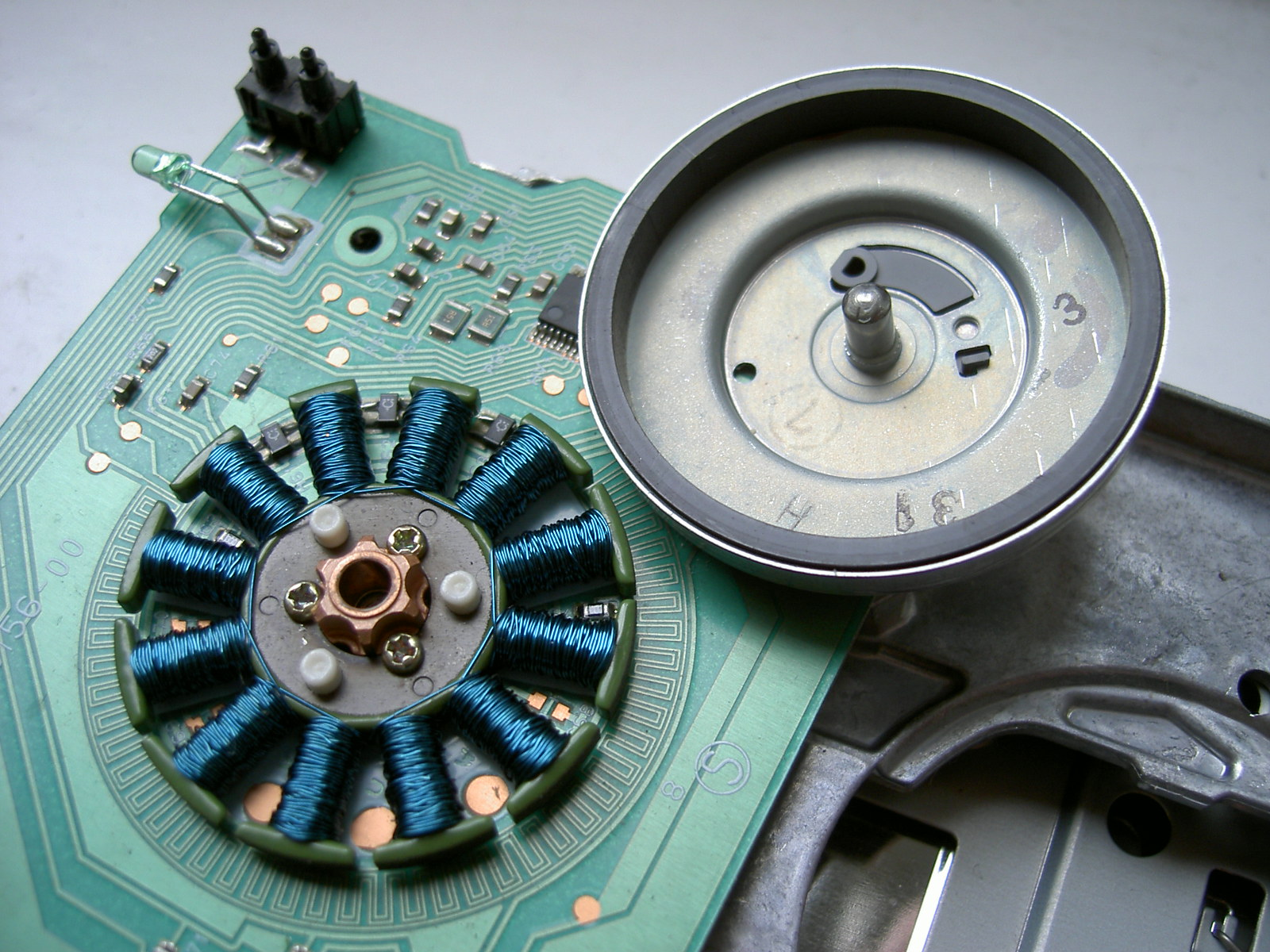
محرك الأقراص المرنة 3.5 بوصة تم تصنيع الملفات الكهربائية من الأسلاك النحاسية المطلية بالعزل الأزرق تم ترتيبها بطريقة التماثل شعاعي.

محرك التيار المستمر عديم المِسْفَرات (بالإنجليزية: Brushless DC Electric Motor) وأيضا تعرف بالمحركات المُبدَّلة الكترونياً (electronically commutated motors) هي محركات متزامنة تغذى بتيار مستمر بواسطة دارة تغذية قالبة/ مبدلة مدمجة والتي تنتج إشارة تيار متناوب لقيادة المحرك، في هذا السياق التيار المتناوب لايعني توظيف موجة إشارة جيبية ولكن إشارة تيار ثنائية الاتجاه مع عدم تقييد على الشكل الموجي.
الجزء الدوار من المحرك عديم المسفرات غالبا يكون محرك متزامن ذو مغناطيس دائم
المحركات عديمة المسفرات يمكن أن توصف كمحركات خطوية وعلى أية حال يميل مصطلح المحركات الخطوية للمحركات المصممة خصوصا للعمل في النمط الذي يكون فيه توقف المحرك عند موضع زاوي محدد
متغيرات الأداء الخاصة بالمحركات عديمة المسفرات هي ثابتي المحرك Kv و Km

## مقارنة بين محركات المسفرات ومحركات عديمة المسفرات
تطور محركات التيار المستمر ذات المسفرات أقصى قيمة للعزم عند الاستقرار، وتتناقص الخطية بازدياد السرعة. بعض حدود المحركات ذات المسفرات يمكن تجاوزها في المحركات عديمة المسفرات حيث تشمل فعالية أكبر وأقل قابلية للاهتراء الميكانيكي. تأتي هذه الفوائد على حساب التعقيد والتكلفة.
تملك المحركات عديمة المسفرات العديد من الفوائد عن المحركات ذات المسفرات تتمثل بالعزم الأعلى نسبة للوزن، عزم أكبر مقابل الاستطاعة، وثوقية أكثر، ضجيج أقل وعمر أطول.
التبديل للمحركات عديمة المسفرات يمكن أن ينفذ برمجيا باستخدام المتحكمات أو المعالجات حيث أن التبديل بواسطة الالكترونيات بدون المسفرات يوفر فعالية وامكانية غير متوفرة في المحركات ذات المسفرات.

## أنواع بنية المحركات عديمة المسفرات

مخططان لنمطي نهاية النجمة والدلتا

يمكن أن تبنى المحركات عديمة المسفرات بعدة طرق مختلفة. في طريقة التشكيل التقليدية وأحيانا تعرف بالدوار الداخلي (inrunner) يكون المغناطيس الدائم جزءاً من الدوار وتكون نهايات الثابت حول الدوار. في طريقة التشكيل الدوار الخارجي (outrunner) يكون الدوار محيطا بالثابت والذي يكون في المركز.
يوجد نوعين شائعين لتشكيل نهايات الملفات الكهربائية: التشكيل دلتا يربط النهايات ببعضها بشكل تسلسلي بشكل دائرة مثلثية وتطبق التغذية على كل وصلة. في التشكيل النجمي تربط النهايات ببعضها من طرف واحد وأما الطرف الباقي لكل ملف يبقى لتطبق عليه التغذية الكهربائية
المحرك ذو نهايات دلتا يعطي عزم قليل عند السرعة القليلة ولكن يعطي سرعة اعظمية أعلى. المحرك ذو نهايات النجمة يعطي عزم كبير عند السرعة القليلة ولكن لايعطي سرعة أعظمية أكبر

## التطبيقات

### النقل
المحركات عديمة المسفرات ذات الاستطاعة العلية تتواجد في المركبات الكهربائية والمركبات الهجينة.
دراجةسيجواي وبعض الدراجات الهوائية الكهربائية تستخدم المحركات عديمة المسفرات

### النماذج الهوائية

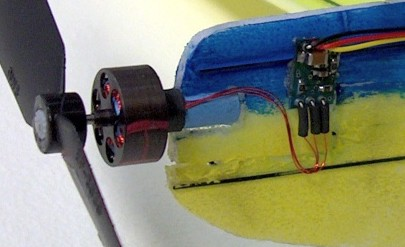
المحرك عديم المسفرات ذو الدوار الخارجي متموضع بأنف نموذج طائرة.هذا المحرك يزن 5 غرام ويستهلك 11 واط تقريبا